# Zöld mezeipoloska
A zöld mezeipoloska (Closterotomus norwegicus) a rovarok (Insecta) osztályának félfedelesszárnyúak (Hemiptera) rendjébe, a poloskák (Heteroptera) alrendjébe, ezen belül a vérszívópoloska-alkatúak (Cimicomorpha) alrendágába és a mezeipoloska-félék (Miridae) családjába tartozó faj.

## Rendszertani besorolása
1997-ig a rokon Calocoris nembe tartozott, Calocoris norvegicus névvel.

## Előfordulása
A zöld mezeipoloska Európa számos térségében előfordul; mind Magyarországon, mind az Egyesült Királyságban közönségesnek számít.

## Megjelenése
Nimfaként zöld színű, de amint megnő színezete vörösesbarnára változik. A felnőtt színezete térségről-térségre változhat, például az Egyesült Királyság északi részén, a színezete akár barnásfekete is lehet. Az előtorán két sötét pont van, míg a tor végén sötét minták láthatók.

## Életmódja
A zöld mezeipoloska polifág faj, mely különféle gyepekben, erdőszegélyeken és gyomtársulásokban található meg. Főleg a következő növényekkel táplálkozik: csalánfélék (Urticaceae), here (Trifolium), kender (Cannabis), burgonyafélék (Solanaceae), zellerfélék (Apiaceae) és őszirózsafélék (Asteraceae), főleg az Anthemideae-fajok. E növényekből, főleg a virágokat, rügyeket és az éretlen gyümölcsöket fogyassza.

## Képek

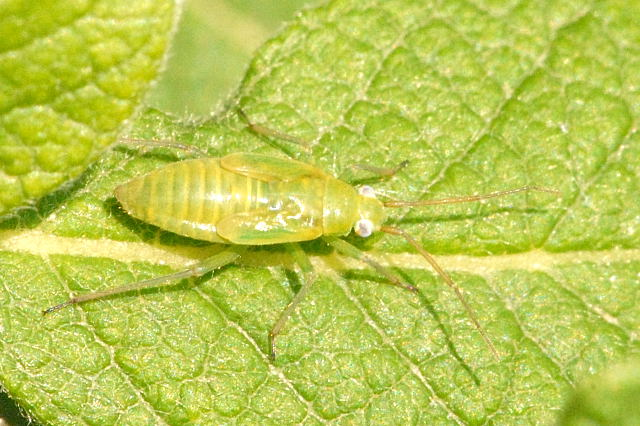
A nimfa
és a felnőtt
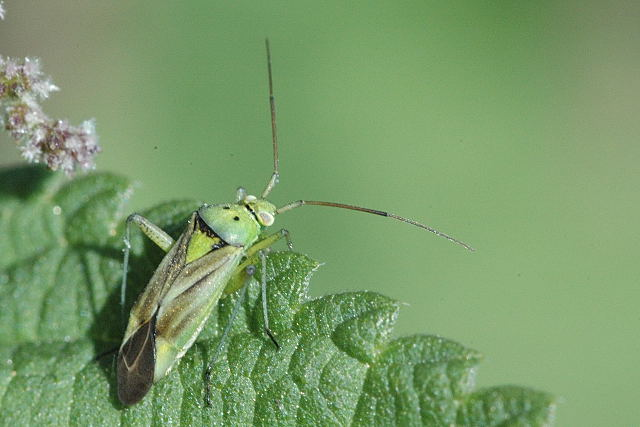
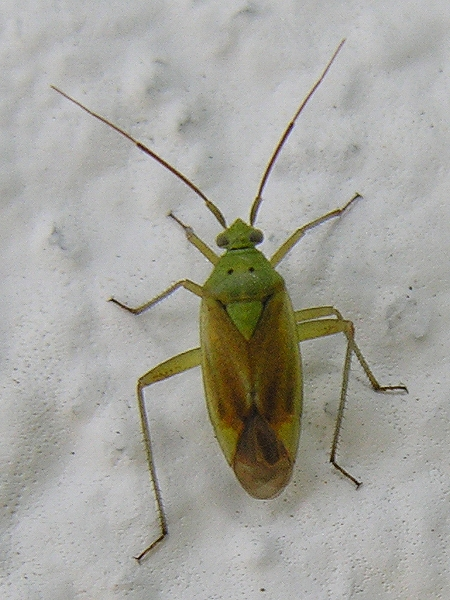

## Fordítás
- Ez a szócikk részben vagy egészben  a   Closterotomus norwegicus című angol Wikipédia-szócikk ezen változatának fordításán alapul.  Az eredeti cikk szerkesztőit annak laptörténete sorolja fel. Ez a jelzés csupán a megfogalmazás eredetét és a szerzői jogokat jelzi, nem szolgál a cikkben szereplő információk forrásmegjelöléseként.